# Home Nations Championship 1936
Home Nations Championship 1936 – trzydziesta druga edycja Home Nations Championship, mistrzostw Wysp Brytyjskich w rugby union, rozegrana pomiędzy 18 stycznia a 21 marca 1936 roku. Wliczając turnieje w poprzedniej formie, wraz z Pucharem Pięciu Narodów, była to czterdziesta dziewiąta edycja tych zawodów. W turnieju zwyciężyła Walia.
Zgodnie z ówczesnymi zasadami punktowania dropgol był warty cztery punkty, podwyższenie dwa, natomiast przyłożenie i pozostałe kopy trzy punkty.

## Mecze
| 18 stycznia 1936 | Walia | 0:0 | Anglia | St. Helens Ground, Swansea Widzów: 50 000 Sędzia: Frank Haslett |
| 18 stycznia 1936 |       | 0:0 |        | St. Helens Ground, Swansea Widzów: 50 000 Sędzia: Frank Haslett |

| 1 lutego 1936 | Szkocja      | 3:13(0:8) | Walia                                                 | Murrayfield Stadium, Edynburg Sędzia: Cyril Gadney |
| 1 lutego 1936 | Murray 3 (P) | 3:13(0:8) | Davey 3 (P) Jones 3 (P) Wooller 3 (P) Jenkins 4 (2pd) | Murrayfield Stadium, Edynburg Sędzia: Cyril Gadney |

| 8 lutego 1936 | Irlandia                 | 6:3(0:3) | Anglia      | Lansdowne Road, Dublin Widzów: 36 000 Sędzia: Malcolm Allan |
| 8 lutego 1936 | Bailey 3 (P) Boyle 3 (P) | 6:3(0:3) | Sever 3 (P) | Lansdowne Road, Dublin Widzów: 36 000 Sędzia: Malcolm Allan |

| 22 lutego 1936 | Szkocja        | 4:10(0:10) | Irlandia                                 | Murrayfield Stadium, Edynburg Sędzia: Wilf Faull |
| 22 lutego 1936 | Murdoch 4 (dg) | 4:10(0:10) | McMahon 3 (P) Walker 3 (K) Hewitt 4 (dg) | Murrayfield Stadium, Edynburg Sędzia: Wilf Faull |

| 14 marca 1936 | Walia         | 3:0(3:0) | Irlandia | Cardiff Arms Park, Cardiff Widzów: 70 000 Sędzia: Cyril Gadney |
| 14 marca 1936 | Jenkins 3 (K) | 3:0(3:0) |          | Cardiff Arms Park, Cardiff Widzów: 70 000 Sędzia: Cyril Gadney |

| 21 marca 1936 | Anglia                                   | 9:8(9:8) | Szkocja                   | Twickenham Stadium, Londyn Sędzia: Harold Phillips |
| 21 marca 1936 | Bolton 3 (P) Candler 3 (P) Cranmer 3 (P) | 9:8(9:8) | Shaw 3 (P) Fyfe 5 (pd, K) | Twickenham Stadium, Londyn Sędzia: Harold Phillips |

## Inne nagrody
- Calcutta Cup –  Anglia (po zwycięstwie nad Walią)
- Drewniana łyżka –  Szkocja (za zajęcie ostatniego miejsca w turnieju)